# Cuiambuca
Genre
Cuiambuca est un genre d'araignées aranéomorphes de la famille des Sparassidae.

## Distribution
Les espèces de ce genre sont endémiques du Brésil.

## Description
Les mâles mesurent de 6,0 à 7,7 mm et les femelles de 7,6 à 9,2 mm.

## Liste des espèces
Selon World Spider Catalog (version 26, 23/02/2025) :
- Cuiambuca aratangi Rheims, 2023
- Cuiambuca borborema Rheims, 2023
- Cuiambuca vacabrava Rheims, 2023

## Systématique et taxinomie
Ce genre a été décrit par Rheims en 2023 dans les Sparassidae.

## Publication originale
- Rheims, 2023 : « Cuiambuca gen. nov., a new genus of Sparianthinae spiders (Araneae: Sparassidae) from Brazil. » European Journal of Taxonomy, vol. 856, p. 152-169 (texte intégral).